# Five Eyes
The Five Eyes (FVEY) és una aliança d'intel·ligència anglòfona que inclou Austràlia, Canadà, Nova Zelanda, el Regne Unit i els Estats Units. Aquests països són part de l'Acord multilateral Regne Unit-EUA, un tractat de cooperació conjunta en intel·ligència. De manera informal, Five Eyes pot referir-se al grup d'agències d'intel·ligència d'aquests països.
Els orígens de la FVEY es poden remuntar a reunions secretes informals durant la Segona Guerra Mundial entre els trencadors de codi britànics i estatunidencs, abans que els EUA entrés formalment a la guerra. L'aliança es va formalitzar a l'era de la postguerra, concretament a través de l'Acord UKUSA el 1946. A mesura que la Guerra Freda s'aprofundia, l'acord d'intercanvi d'intel·ligència es va formalitzar sota el sistema de vigilància ECHELON a la dècada de 1960. Això va ser desenvolupat per la FVEY per controlar les comunicacions de la Unió Soviètica i el Bloc de l'Est, Actualment s'utilitza per controlar les comunicacions a tot el món. El FVEY va ampliar les seves capacitats de vigilància durant la "guerra contra el terror", posant molt èmfasi en el seguiment de la World Wide Web. L'aliança s'ha convertit en un mecanisme de vigilància global robust, adaptant-se a nous reptes com el terrorisme internacional, les amenaces cibernètiques i els conflictes regionals.
Les activitats de l'aliança, sovint embolcallades en secret, de tant en tant han estat objecte d'escrutini per les seves implicacions sobre la privadesa i les llibertats civils, provocant debats i desafiaments legals. A finals de la dècada de 1990, l'existència d'ECHELON es va donar a conèixer al públic, provocant un debat al Parlament Europeu i, en menor mesura, al Congrés dels Estats Units i al Parlament Britànic. L'antic contractista de la NSA Edward Snowden va descriure els Five Eyes com una "organització d'intel·ligència supranacional que no respon a les lleis conegudes dels seus propis països". Les revelacions de vigilància global de la dècada de 2010 van revelar que FVEY havia estat espiant els ciutadans dels altres i compartint la informació recopilada entre ells, tot i que les nacions FVEY mantenen que això es va fer legalment. S'ha afirmat que les nacions FVEY han estat compartint intel·ligència per eludir les lleis nacionals, però només un cas judicial al Canadà ha trobat que qualsevol nació FVEY infringeix les lleis nacionals quan comparteix intel·ligència amb un soci de FVEY.
Five Eyes es troba entre les aliances d'espionatge més completes. Com que la intel·ligència processada s'obté de diverses fonts, la intel·ligència compartida no es limita a la intel·ligència de senyals (SIGINT) i sovint implica la intel·ligència de defensa, així com la intel·ligència humana (HUMINT) i la intel·ligència geoespacial (GEOINT). Five Eyes continua sent un element crític en el panorama d'intel·ligència i seguretat de cada país membre, proporcionant un avantatge estratègic per entendre i respondre als esdeveniments globals.

## Organitzacions
La taula següent ofereix una visió general de la majoria de les agències FVEY implicades en aquestes formes de intercanvi de dades.
| Estat                  | Agència                                          | Codi     | Rol                                                        |
| ---------------------- | ------------------------------------------------ | -------- | ---------------------------------------------------------- |
| Austràlia              | Australian Secret Intelligence Service           | ASIS     | Human intelligence                                         |
| Austràlia              | Australian Signals Directorate                   | ASD      | Signal intelligence                                        |
| Austràlia              | Australian Security Intelligence Organisation    | ASIO     | Security intelligence                                      |
| Austràlia              | Australian Geospatial-Intelligence Organisation  | AGO      | Geo intelligence                                           |
| Austràlia              | Defence Intelligence Organisation                | DIO      | Defence intelligence                                       |
| Canadà                 | Canadian Forces Intelligence Command             | CFINTCOM | Defence intelligence, geo intelligence, human intelligence |
| Canadà                 | Communications Security Establishment            | CSE      | Signal intelligence                                        |
| Canadà                 | Canadian Security Intelligence Service           | CSIS     | Human intelligence, security intelligence                  |
| Canadà                 | Royal Canadian Mounted Police                    | RCMP     | Security intelligence                                      |
| Nova Zelanda           | Directorate of Defence Intelligence and Security | DDIS     | Defence intelligence                                       |
| Nova Zelanda           | Government Communications Security Bureau        | GCSB     | Signal intelligence                                        |
| Nova Zelanda           | New Zealand Security Intelligence Service        | NZSIS    | Human intelligence, security intelligence                  |
| Regne Unit             | Defence Intelligence                             | DI       | Defence intelligence                                       |
| Regne Unit             | Government Communications Headquarters           | GCHQ     | Signal intelligence                                        |
| Regne Unit             | Security Service                                 | MI5      | Security intelligence                                      |
| Regne Unit             | Secret Intelligence Service                      | MI6, SIS | Human intelligence                                         |
| Estats Units d'Amèrica | Central Intelligence Agency                      | CIA      | Human intelligence                                         |
| Estats Units d'Amèrica | Defense Intelligence Agency                      | DIA      | Defense intelligence                                       |
| Estats Units d'Amèrica | Federal Bureau of Investigation                  | FBI      | Security intelligence                                      |
| Estats Units d'Amèrica | National Geospatial-Intelligence Agency          | NGA      | Geo intelligence                                           |
| Estats Units d'Amèrica | National Security Agency                         | NSA      | Signal intelligence                                        |

## Altres aliances
Des de la seva fundació pels Estats Units i el Regne Unit el 1946, l'aliança es va expandir dues vegades, incorporant Canadà el 1948 i Austràlia i Nova Zelanda el 1956, establint els Cinc Ulls tal com es conserva fins als nostres dies. A més, hi ha nacions anomenades "Socis tercers" que comparteixen la seva intel·ligència amb els Cinc Ulls tot i no ser membres formals. Si bé els Cinc Ulls es basa en un acord particular amb operacions específiques entre les cinc nacions, s'han establert acords de compartició similars de manera independent i amb finalitats específiques; per exemple, segons Edward Snowden, la NSA té un "organisme massiu" anomenat Direcció d'Afers Exteriors dedicat a col·laborar amb països estrangers més enllà de l'aliança.

### Sis ulls (proposat)
Diversos països han estat membres potencials dels Cinc Ulls. Israel, Singapur, Corea del Sud i Japó han col·laborat o continuen col·laborant amb l'aliança, encara que cap n'és membre formalment. Segons la revista francesa L'Obs, l'any 2009, els Estats Units van proposar a França unir-se al tractat i formar una aliança posterior "Sis ulls". El president francès de l'època, Nicolas Sarkozy, va exigir que França tingués el mateix estatus que la resta de membres, inclosa la signatura d'un "acord de no espionatge". Aquesta proposta va ser aprovada pel director de la NSA, però rebutjada pel director de la CIA i pel president Barack Obama, donant lloc a una negativa de França.
El 2013 es va informar que Alemanya estava interessada a unir-se a l'aliança Five Eyes. En aquell moment, diversos membres del Congrés dels Estats Units, entre ells Tim Ryan i Charles Dent, van pressionar per l'entrada d'Alemanya a l'aliança dels Cinc Ulls.

### Five Eyes Plus
Des del 2018, a través d'una iniciativa de vegades anomenada "Five Eyes Plus 3", Five Eyes va formar associacions amb França, Alemanya i Japó per introduir un marc d'intercanvi d'informació per contrarestar les amenaces derivades de les activitats estrangeres de la Xina i de Rússia. Five Eyes més França, Japó i Corea del Sud comparteixen informació sobre les activitats militars de Corea del Nord, inclosos els míssils balístics, en un acord de vegades anomenat "Five Eyes Plus".

### Nine Eyes
The Nine Eyes és un arranjament diferent que consisteix en els mateixos membres de Five Eyes que treballen amb Dinamarca, França, els Països Baixos i Noruega.

### 14 eyes
Segons un document filtrat per Edward Snowden, hi ha un altre acord de treball entre 14 nacions conegut oficialment com a SIGINT Seniors Europe, o "SSEUR". Aquests "14 ulls" estan formats pels mateixos membres de Nine Eyes més Bèlgica, Alemanya, Itàlia, Espanya i Suècia.

### Altres col·laboracions
Tal com ho explica Privacy International, hi ha una sèrie d'acords d'intel·ligència sobre temes específics que inclouen algunes o totes les nacions anteriors i moltes altres, com ara una àrea específica compartida entre les 41 nacions que formaven la coalició aliada a l'Afganistan; o un esforç compartit de les nacions de Five Eyes en "cooperació centrada" en l'explotació de xarxes d'ordinadors amb Àustria, Bèlgica, República Txeca, Dinamarca, Alemanya, Grècia, Hongria, Islàndia, Itàlia, Japó, Luxemburg, Països Baixos, Noruega, Polònia, Portugal, Corea del Sud, Espanya, Suècia, Suïssa i Turquia. D'altra banda el Club de Berna inclou 17 membres incloent principalment Estats europeus; els EUA no en són membres; Maximator és una aliança d'intel·ligència entre Dinamarca, Alemanya, França, els Països Baixos i Suècia; el Grup Antiterrorist és un grup de membres més amplis que els 17 estats europeus que formen el Club de Berna, i inclou els EUA. La Virtual Global Taskforce és un Grup d'intel·ligència i aplicació de la llei d'agències d'aplicació de la llei de 14 països membres que operen junts per aturar l'abús sexual infantil en línia. Austràlia, Alemanya, França, Regne Unit, Colòmbia, Suïssa, Països Baixos, Itàlia, Corea del Sud, Canadà, Nova Zelanda, Emirats Àrabs Units, Filipines, Estats Units.